# Вологодские епархиальные ведомости
«Вологодские епархиальные ведомости» — первый вологодский журнал. Издавался с 1 октября 1864 по 1917 годы. Инициатором учреждения был епископ Вологодский и Великоустюжский Христофор (в миру Фёдор Эммауский) (1795—1872). Периодичность выхода — два раза в месяц. Тираж — 900 экземпляров.

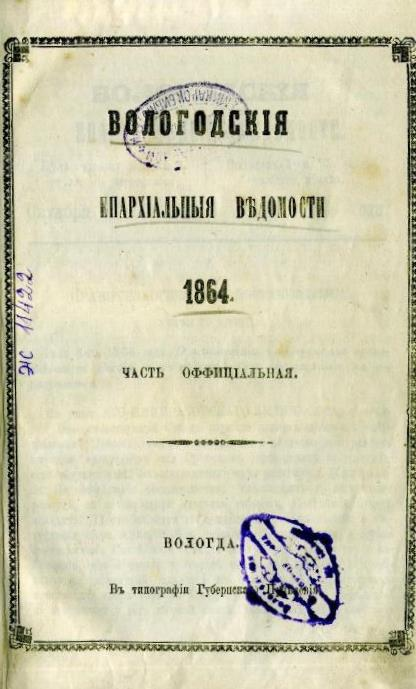
Обложка официальной части первого номера журнала «Вологодские епархиальные ведомости» за 1864 год

Журнал состоял из двух частей: в официальной печатались манифесты и повеления императора по духовному ведомству, имеющие особое значение указы и распоряжения правительства и Святейшего Синода, местных епархиальных властей, новости епархии; в неофициальной, называвшейся «Прибавления к Вологодским епархиальным ведомостям», публиковались выдержки из трудов отцов церкви и духовных писателей, проповеди православных священников, материалы по истории вологодских церквей и монастырей, отчёты благотворительных обществ, сведения о священнослужителях, исторические документы, сведения научно-популярного характера, особенно — важные для борьбы с суевериями, советы по педагогике.
Первым редактором официальной части был с 1864 по 1882 год (с перерывами) Иоанн Гаврилович Кузнецов. Первым редактором «Прибавлений» — ректор Вологодской духовной семинарии архимандрит Полиевкт (Пясковский). В 1865—1867 и 1874—1896 годах журнал редактировал известный вологодский историк-краевед Николай Иванович Суворов, в 1896—1916 годах — его сын Иван Николаевич.
Журнал является ценным краеведческим материалом о жизни Вологодской губернии того времени. Материалы, опубликованные в данном журнале представляют интерес для краеведов, историков России и Русской православной церкви, архитекторов.